# 角田涼太朗
角田 涼太朗（つのだ りょうたろう、1999年6月27日 - ）は、埼玉県与野市（現：さいたま市中央区）出身のプロサッカー選手。Jリーグ・横浜F・マリノス所属。ポジションはディフェンダー（DF）。

## 来歴
埼玉県出身で北浦和サッカースポーツ少年団に在籍。橋岡大樹や荻原拓也らと同期だった浦和レッズジュニアユースでは試合になかなか絡めずユース昇格を逃し、前橋育英高等学校に進学。前橋育英高校では全国高等学校サッカー選手権大会で2年次に準優勝、3年次に優勝。
大学は筑波大学に進学し、左利きのセンターバックとして注目を集めてU-20日本代表にも選出。J1の4クラブ、J2の1クラブからの正式オファーの中から横浜F・マリノスを選択し、大学3年の2020年10月、横浜F・マリノスへの2022年からの加入内定が発表され、同時に特別指定選手にも認定。10月10日の大分トリニータ戦で途中出場からJデビューを果たした。「プロとして上を目指すうえで少しでも早くプロの環境でプレーすることが重要」として、関東大学サッカーリーグ戦の前期が終了した2021年6月末をもって筑波大学蹴球部を退部。2021年7月7日に横浜F・マリノスと2021年7月1日付でプロ契約し、2022年からの加入予定を半年早めて大学4年の夏に加入した。
2021年11月6日、FC東京戦に途中出場しプロ契約後初出場。
2022年3月6日、清水エスパルス戦ではプロ入り初先発を勝利で飾った。
2023年3月にはキリンチャレンジカップ2023に臨む日本代表に初招集されたがケガで不参加となった。
2024年1月11日、EFLチャンピオンシップ・カーディフ・シティへ完全移籍し、6月まではジュピラー・プロ・リーグ・KVコルトレイクに期限付き移籍することが発表された。加入後は、スタメンでリーグ戦9試合に出場したが3月20日に試合中に負傷し、離脱を余儀なくされた。
2024年7月に移籍期間満了によりカーディフ・シティへ復帰したものの、以前から痛めていたという膝の手術を実施した影響もあり試合に出場出来ず、U-21チームのプレミアリーグカップに出場したのみだった。2025年1月に再びKVコルトレイクへ期限付き移籍する事が発表された。
2025年8月5日、横浜F・マリノスに完全移籍、1年半ぶりの復帰となった。

## 人物
三菱重工浦和レッズレディース所属の角田楓佳は5歳年下の実妹。
尊敬する先輩として母校・前橋育英高等学校の先輩である松田直樹を挙げている。

## 所属クラブ
- 2006年 - 2011年 北浦和サッカースポーツ少年団（さいたま市立与野八幡小学校）[5]
- 2012年 - 2014年 浦和レッズジュニアユース（さいたま市立与野西中学校）[5]
- 2015年 - 2017年 前橋育英高等学校[5]
- 2018年 - 2021年 筑波大学[5]
  - 2020年 横浜F・マリノス（特別指定選手）
- 2021年7月 - 2023年  横浜F・マリノス
- 2024年1月 - 2025年8月  カーディフ・シティFC
  - 2024年1月 - 同年7月  KVコルトレイク（期限付き移籍）
  - 2025年1月 - 同年8月  KVコルトレイク（期限付き移籍）
- 2025年8月 -  横浜F・マリノス

## 個人成績
| 国内大会個人成績 | 国内大会個人成績   | 国内大会個人成績 | 国内大会個人成績 | 国内大会個人成績 | 国内大会個人成績 | 国内大会個人成績 | 国内大会個人成績 | 国内大会個人成績 | 国内大会個人成績 | 国内大会個人成績 | 国内大会個人成績 |
| 年度             | クラブ             | 背番号           | リーグ           | リーグ戦         | リーグ戦         | リーグ杯         | リーグ杯         | オープン杯       | オープン杯       | 期間通算         | 期間通算         |
| 年度             | クラブ             | 背番号           | リーグ           | 出場             | 得点             | 出場             | 得点             | 出場             | 得点             | 出場             | 得点             |
| 日本             | 日本               | 日本             | 日本             | リーグ戦         | リーグ戦         | リーグ杯         | リーグ杯         | 天皇杯           | 天皇杯           | 期間通算         | 期間通算         |
| ---------------- | ------------------ | ---------------- | ---------------- | ---------------- | ---------------- | ---------------- | ---------------- | ---------------- | ---------------- | ---------------- | ---------------- |
| 2020             | 筑波大             | 3                | -                | -                | -                | -                | -                | 5                | 0                | 5                | 0                |
| 2020             | 横浜FM             | 36               | J1               | 1                | 0                | 0                | 0                | -                | -                | 1                | 0                |
| 2021             | 横浜FM             | 36               | J1               | 1                | 0                | 0                | 0                | -                | -                | 1                | 0                |
| 2022             | 横浜FM             | 33               | J1               | 18               | 0                | 2                | 0                | 2                | 0                | 22               | 0                |
| 2023             | 横浜FM             | 33               | J1               | 16               | 0                | 3                | 0                | 0                | 0                | 19               | 0                |
| ベルギー         | ベルギー           | ベルギー         | ベルギー         | リーグ戦         | リーグ戦         | リーグ杯         | リーグ杯         | ベルギー杯       | ベルギー杯       | 期間通算         | 期間通算         |
| 2023-24          | コルトレイク       | 33               | ジュピラー       | 9                | 0                | -                | -                | 0                | 0                | 9                | 0                |
| イングランド     | イングランド       | イングランド     | イングランド     | リーグ戦         | リーグ戦         | FLカップ         | FLカップ         | FAカップ         | FAカップ         | 期間通算         | 期間通算         |
| 2024-25          | カーディフ・シティ | 33               | EFL              | 0                | 0                | 0                | 0                | 0                | 0                | 0                | 0                |
| ベルギー         | ベルギー           | ベルギー         | ベルギー         | リーグ戦         | リーグ戦         | リーグ杯         | リーグ杯         | ベルギー杯       | ベルギー杯       | 期間通算         | 期間通算         |
| 2024-25          | コルトレイク       | 33               | ジュピラー       | 12               | 0                | -                | -                | 0                | 0                | 12               | 0                |
| 日本             | 日本               | 日本             | 日本             | リーグ戦         | リーグ戦         | リーグ杯         | リーグ杯         | 天皇杯           | 天皇杯           | 期間通算         | 期間通算         |
| 2025             | 横浜FM             | 22               | J1               |                  |                  |                  |                  | -                | -                |                  |                  |
| 通算             | 日本               | 日本             | J1               | 36               | 0                | 5                | 0                | 2                | 0                | 43               | 0                |
| 通算             | 日本               | 日本             | 他               | -                | -                | -                | -                | 5                | 0                | 5                | 0                |
| 通算             | ベルギー           | ベルギー         | ジュピラー       | 21               | 0                | -                | -                | 0                | 0                | 21               | 0                |
| 通算             | イングランド       | イングランド     | EFL              | 0                | 0                | 0                | 0                | 0                | 0                | 0                | 0                |
| 総通算           | 総通算             | 総通算           | 総通算           | 57               | 0                | 5                | 0                | 7                | 0                | 69               | 0                |

- 2020年は特別指定選手

その他の公式戦
- 2023年
  - FUJI XEROX SUPER CUP 1試合0得点
- 2024年
  - プレミアリーグカップ2024-25 1試合0得点
- 2025年
  - ベルギーリーグ・プレーオフ 6試合0得点

| 国際大会個人成績 | 国際大会個人成績 | 国際大会個人成績 | 国際大会個人成績 | 国際大会個人成績 |
| 年度             | クラブ           | 背番号           | 出場             | 得点             |
| AFC              | AFC              | AFC              | ACL              | ACL              |
| ---------------- | ---------------- | ---------------- | ---------------- | ---------------- |
| 2022             | 横浜FM           | 33               | 5                | 1                |
| 2023-24          | 横浜FM           | 33               | 3                | 0                |
| 通算             | AFC              | AFC              | 8                | 1                |

## タイトル

### クラブ
浦和レッズジュニアユース
- 高円宮杯全日本ユース(U-15)サッカー選手権大会 (2013年)
- 関東ユース (U-15)サッカーリーグ (2013年)

前橋育英高校
- 全国高等学校サッカー選手権大会 (2017年)

横浜F・マリノス
- J1リーグ (2022年)
- FUJIFILM SUPER CUP (2023年)

### 代表・選抜歴
ユニバーシアード日本代表
- 夏季ユニバーシアード (2019年（英語版）)

関東大学選抜A
- デンソーカップサッカー (2021年)

### 個人
- 全国高等学校サッカー選手権大会・優秀選手 (2017年)

## 代表歴
- U-18日本代表
- U-20日本代表
- ユニバーシアード日本代表
  - 2019年 夏季ユニバーシアード（英語版）
- U-22日本代表
  - 2021年 千葉、福島キャンプ
  - 2021年 AFC U-23アジアカップ2022・予選
- 日本代表
  - 2023年 キリンチャレンジカップ (怪我で辞退)